# 遠藤洋之
遠藤 洋之（えんどう ひろゆき、1983年7月19日 - ）は、日本の実業家。
クリエイティブテクノロジー事業、リクルーティングエージェンシー事業を展開する、株式会社SAKURUG (サクラグ) の創業者であり、代表取締役。
若手起業家の世界的ネットワークであるEOTokyoの第24期理事、ジャパンハートエバンジェリスト、CIB（千葉イノベーションベース）理事、WIB(和歌山イノベーションベース)、自治体によらない民間発行パートナーシップ証明Famiee、災害時緊急支援プラットフォームPEADなどの活動を行う。

## 経歴
千葉県千葉市出身。船橋市立船橋高等学校、國學院大學経済学部卒業。
2012年に、29歳の時に在籍していた株式会社GOOYAより独立し、株式会社SAKURUGを設立。趣味は、トライアスロンと読書。